# メルエンプタハ
メルエンプタハ（Merenptah / Merneptah、在位：紀元前1212年 - 紀元前1202年）は、古代エジプト第19王朝第4代目のファラオ。ラムセス2世の第13王子。メルエンプタハは誕生名であり、即位名はバエンラー・メリネチェル（「ラーの魂、神々に愛されしもの」）。

## 生涯

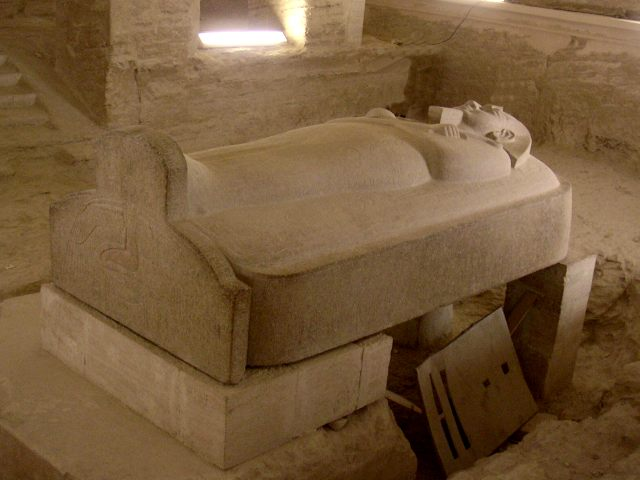
メルエンプタハが埋葬されていた棺（KV8）。

ラムセス2世の13王子であり、イシスネフェルト1世王妃の間に生まれた4番目の子であった。
異母兄第1王子アメンヘルケペシュエフ、同母兄の第2王子ラムセス、第4王子カエムワセトの死後、四人目の後継者に指名された。
このときすでに40歳を超えていたが、ラムセス2世はその後さらに20年近く在位したため即位したのは実に60歳を超えてからのことであった。 医学の未発達なこの時代としては驚くべき高齢での即位と言える。
王妃は数人確認されている。正妃は姉妹か姪であろうイシスネフェルト2世であり、息子は彼の名を継いだメルエンプタハとセティ2世、娘にはセティ2世の正妃であり、サプタハ王の後には自身が王位についたタウセルトがいる。
タカトとの間にはアメンメセスをもうけた。

## 治績

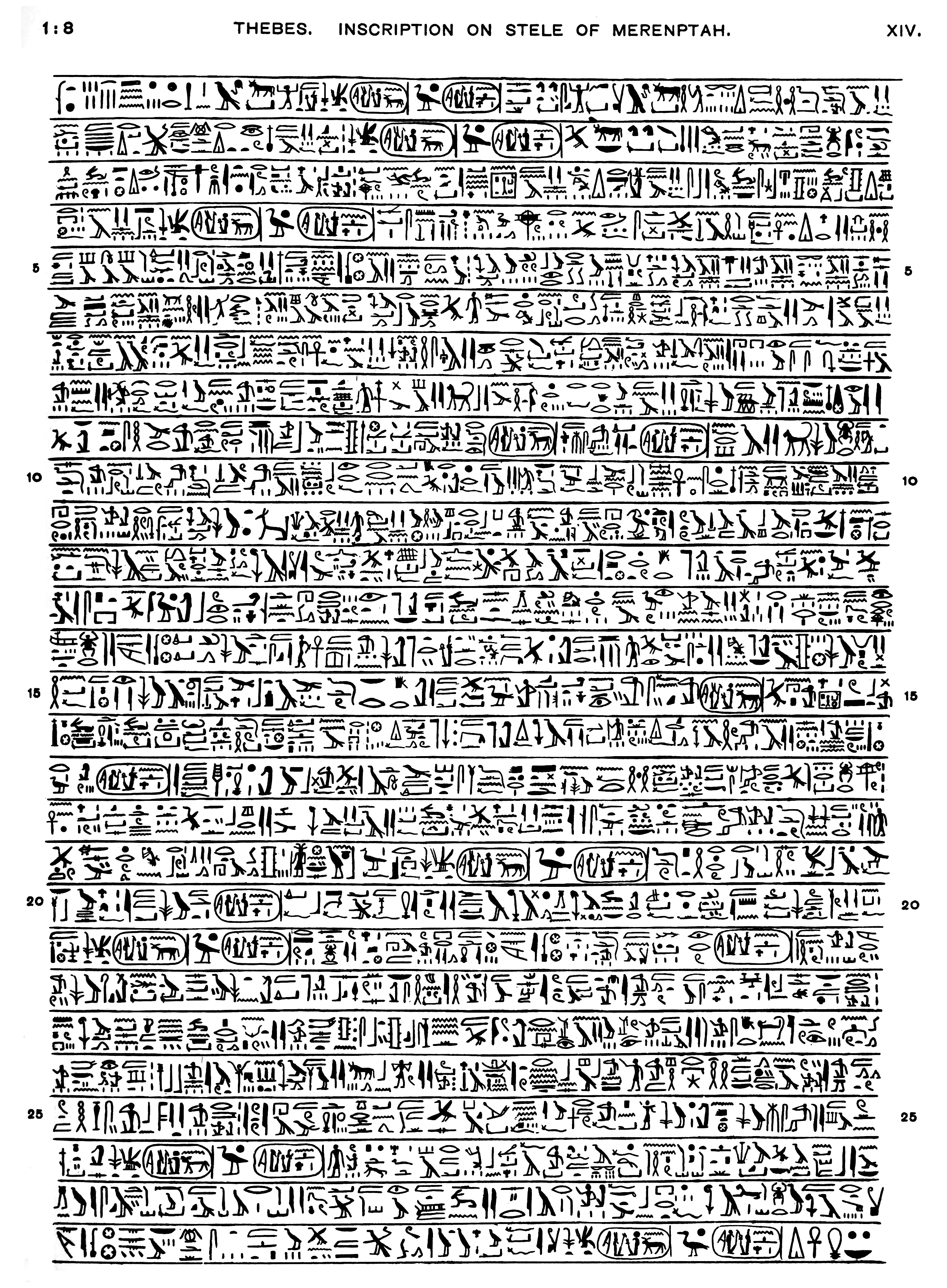
メルエンプタハ碑文

首都をペル・ラムセスからメンフィスへ戻し、プタハ神殿の隣に王宮を建設した。この宮殿は、1915年にペンシルベニア大学考古学人類学博物館のC・S・フィッシャーらによって発掘された。
父王ラムセス2世を悩ませたリビア人の侵攻にはメルエンプタハもまた手を焼かされた。
また、人生の大半を軍人として過ごしてきたため政治は不得意であった。
しかし努力と父王から引き継いだ重臣たちの協力で政治的能力を成長させ、治世5年目に、海の民の援けをうけて侵攻してきたリビア人に対しては見事な指導力、危機管理能力を発揮して撃破に成功した（ペルイレルの戦い）。
この遠征の説明は、カルナック神殿の第6塔門の壁に散文で記述されている。
「哀れな堕落したリビアの首長、デドの子メリラー（Meryre, son of Ded）が、彼の弓兵 ―― シェルデン、エクウェシュ、ルッカ、テレシュとともにチェヘヌ（Tehenu）に降りかかり、戦士たち、戦にかかわる男らを選りすぐって集めた。彼は妻たちと、軍営の長らである息子たちを率いて、ペリレの野の西の境にたどりついた」
エジプト考古学博物館の庭に展示されているアスリビス碑文によると、メルエンプタハはこの報せに怒り、廷臣らを集めて檄を飛ばした。その後、彼は夢のなかにプタハ神があらわれて剣をさずけ「これを取り、汝より怖れを祓え」と告げるのを見た。
六時間の戦闘ののち、生き残った「九の弓ら（異民族を指す）」は武器も荷物も妻子も棄てて命からがら逃げだしたとされ、メルエンプタハは、侵入者を撃ち破り、6000人の敵兵を殺し、9000人の捕虜を捕らえたと宣言した。
その数は、割礼を受けていない敵の死者の男性器と、割礼を受けていた者たちの手首を切り取ることで確かめられたが、割礼を受けていたことから、エクウェシュ人はギリシャ系だったのではないかとする考えもある。
同様の事績が、メルエンプタハ碑文あるいはイスラエル碑に叙事詩として記されている。
カナンの反乱を鎮圧したことに触れ、「イスラエルは一掃され……その種はもはや無し」と、イスラエルを徹底的に滅ぼしたとして言及している。これはイスラエルの存在について、土地や都市ではなく、部族あるいは民族として古代エジプト人が記録した最初の例である。
イスラエルのテル・ゲゼル遺跡からは、焼き払われた建築物や犠牲者の遺体が地中から大量に発掘され、この記述を裏付けている。

## メルエンプタハのミイラ
彼のミイラはKV8に当初埋葬されたが、1898年にアメンホテプ2世が埋葬されているKV35でヴィクトル・ロレにより発見された。
ミイラの保存状態はさほど悪くなく、盗掘によって腕に損傷があっただけで他のファラオと比較してもかなり状態の良いミイラであった。
身長は171.4センチで父であるラムセス2世と同様、死亡時はとても高齢であったため、関節炎、虫歯や歯周病、動脈硬化など様々な病気で苦しんでいた可能性が指摘された。
エジプト考古学博物館に所蔵されていたが、2021年、「ファラオの黄金パレード」で、他の17人の王と4人の王妃とともにエジプト国立文明博物館に移された。